# Onthophagus pennsylvanicus
Onthophagus pennsylvanicus là một loài bọ cánh cứng trong họ Bọ hung (Scarabaeidae).